# 元慶の乱
元慶の乱（がんぎょうのらん）は、平安時代の878年に起きた夷俘（蝦夷）の反乱である。出羽国の夷俘が朝廷の苛政に対して蜂起して秋田城を襲ったもので、官軍は苦戦し鎮圧は難航したが、朝廷摂政・藤原基経は、能吏で知られた藤原保則、武人の小野春風らを起用し、藤原保則による寛政によって鎮撫して終息した。

## 経緯
元慶年間の初頭、干ばつにより全国的に飢饉に襲われ、各地で不動倉が開かれ、賑給が実施された。直接記録に残ってはいないが、東北地方も例外ではなかったと考えられている。それに秋田城司による年来の苛政が重なり、夷俘の不満は頂点に達した。元慶2年（878年）3月、夷俘が蜂起して秋田城を急襲、秋田城司介良岑近は防戦しかねて逃亡した。夷俘は周辺に火を放ち、出羽守藤原興世も逃亡してしまう。
4月、出羽守よりの急使を受けた朝廷は、下野国と上野国にそれぞれ1000ずつの徴兵を命じた。19日には最上郡郡司擬大領の伴貞道が戦死する。
5月、朝廷は藤原梶長を押領使に任じて陸奥国より騎兵1000、歩兵2000を派遣して鎮圧に向かわせた。出羽掾藤原統行、文室有房、小野春泉の出羽兵2000もこれに合流する。6月、夷俘の軍勢が大挙して再度秋田城を襲い、官軍は大敗を喫して、藤原梶長も陸奥国へ逃げ帰ってしまう。城中の甲冑300領、米700石、衾（寝具）100条、馬1500匹が夷俘の有に帰した。反乱は拡大して秋田城下の12村（上津野、火内、榲淵、野代、河北、腋本、方口、大河、堤、姉刀、方上、焼岡）が夷俘の支配に落ち、出羽北部ではわずか3村（添河、覇別、助川）の俘囚だけが出羽国に属していた。さらに津軽・渡嶋の蝦夷も蜂起した蝦夷を支援する。
5月、朝廷は左中弁藤原保則を出羽権守に任じて討伐にあたらせることとした。保則は備中国、備前国の国司として善政をしいた人物であった。保則は小野春風の起用を願い、6月、春風は鎮守府将軍に任命される。陸奥介坂上好蔭（坂上田村麻呂の曾孫）とともに出羽国へ向かった。この時点で俘囚3人が陣営に来て、秋田河以北を朝廷の直接支配が及ばない「己地」となすことを要求した。
保則は文室有房、上野国押領使南淵秋郷に命じて上野国兵600人と俘囚300人をもって夷俘に備えさせた。これら軍事的措置をすませたうえで、朝廷の不動穀を賑給して懐柔にあたった。保則の寛大な施策の一環である。また、保則の手持ちの兵力が寡兵であるため常陸国、武蔵国の兵2000を動員する許可を朝廷に求めている。
8月、夷俘の集団が次々と秋田城下に来て降伏した。寛政の噂が広まり、夷俘の敵意が和らいだためである。保則は来降を許したが、元慶3年（879年）1月、朝廷は討伐の強行を命じ、これに対して保則は出羽国の現状を報告した。寛大な政策をおこなって苛政によって逃亡した夷俘の還住を促すことこそ上策であると意見した。朝廷はこの意見を容れ、3月、征夷の軍を解いた。
藤原保則は武力によらず寛政によって反乱の鎮撫に成功した。一方でこれは、朝廷の力が低下して坂上田村麻呂の時代のように武力によって夷俘を制圧できなくなっていたことも意味していた。夷俘は降伏したが朝廷による苛政をくつがえし、力を示したことで一定の成功を収めたと考えられる。
乱後、秋田城は保則の手により再建された。出羽国司次官である介が受領官に格上げされると共に、秋田城常駐となり軍事機能も強化された。これは後に秋田城介と呼ばれる。

## その他

### 異説
元慶の乱は朝廷側の蝦夷に対する懐柔政策が功を奏して、蝦夷は降伏したとするが、田牧久穂は『元慶の乱・私記』でこれに異を唱えている。
まず、広範囲の蝦夷をまとめて、自分たちの要求を朝廷側に文書にして提出するなど、反乱を指導した人物がいるはずであるが、この人物が朝廷側の多数の犠牲者にもかかわらず彼らの名前が明確に記録されていないこと、また915年北東北に2000年来最大の自然災害である十和田湖火山の大噴火が起きるが、この噴火あるいはそれに続く広範囲の自然災害が全く文書で記述されていないことなどから、この元慶の乱は事実上蝦夷側の要求が通り、雄物川以北は蝦夷側の支配する地区となり、朝廷が手を出せなくなってしまったというのである。同時期に仙北郡で極めて大規模な城柵として使われたのにもかかわらず、記録が全く残っていない払田柵跡にあった施設で中央から監視しに来た人を接待したのではないかとする説もある。いずれにせよ、全く記録に残っていない払田柵の存在は当時のこの地区の人が中央の管理とは別に比較的自由に行動できたことを示す。
また『秋田県の不思議辞典』（野添憲治編、新人物往来社）によると、931年から938年頃に作られた『和名類聚抄』では、南から北へ日本の地名が並べられているが、日本海沿岸地方では、出羽国の秋田郡、率浦郷が最も北の地として地名が記録されており、それは現在の五城目町から八郎潟町の森山、高岡山、三倉鼻のラインで、これより北には地名の記述が無いとしている。このことは、上記のこととほぼ一致する。
元慶の乱の記録は日本三代実録によるが、ところどころ記録が欠けていると記して略した箇所がある。これを誠実な態度の表れとみる者もいるが、その部分に編者が故意に隠した事実があるのではないかと疑う者もいる。
元慶の乱が始まる直前に、秋田城の対北海道蝦夷の饗給の増大は、出羽国の財政を圧迫するまでに問題化していたという。また乱の収束後、元慶の乱時に国家側と対立した地域には、9世紀末から10世紀にかけて秋田十二林窯、青森五所川原窯などが相次いで出現した。これらは秋田城が独占していた対北海道蝦夷貿易がこの地区の新興階層の手に移行したことを示唆しているとする人もいる。また、製鉄所も能代地区を中心として出現した。そのため、蝦夷は鉄を朝廷側から得る必要も無かった。これは、貞観地震で被災した製鉄技術者が製鉄に有利な風を求めて移住したものとも考えられている。

### 玉造麻呂
北秋田市の胡桃館遺跡から1967年発掘されていた木簡に「月料給出物名張」とされるものがあると2005年発表された。これによると、この木簡には「玉造麻呂」などの名前が記されており、それぞれに「米三合」などの数量が書かれていた。玉造は元慶の乱の時に、政府側についた蝦夷の名字であるため、この915年十和田火山の噴火によって埋没した遺跡との関係があるのではないかと指摘された。